# Ratusz w Ołomuńcu

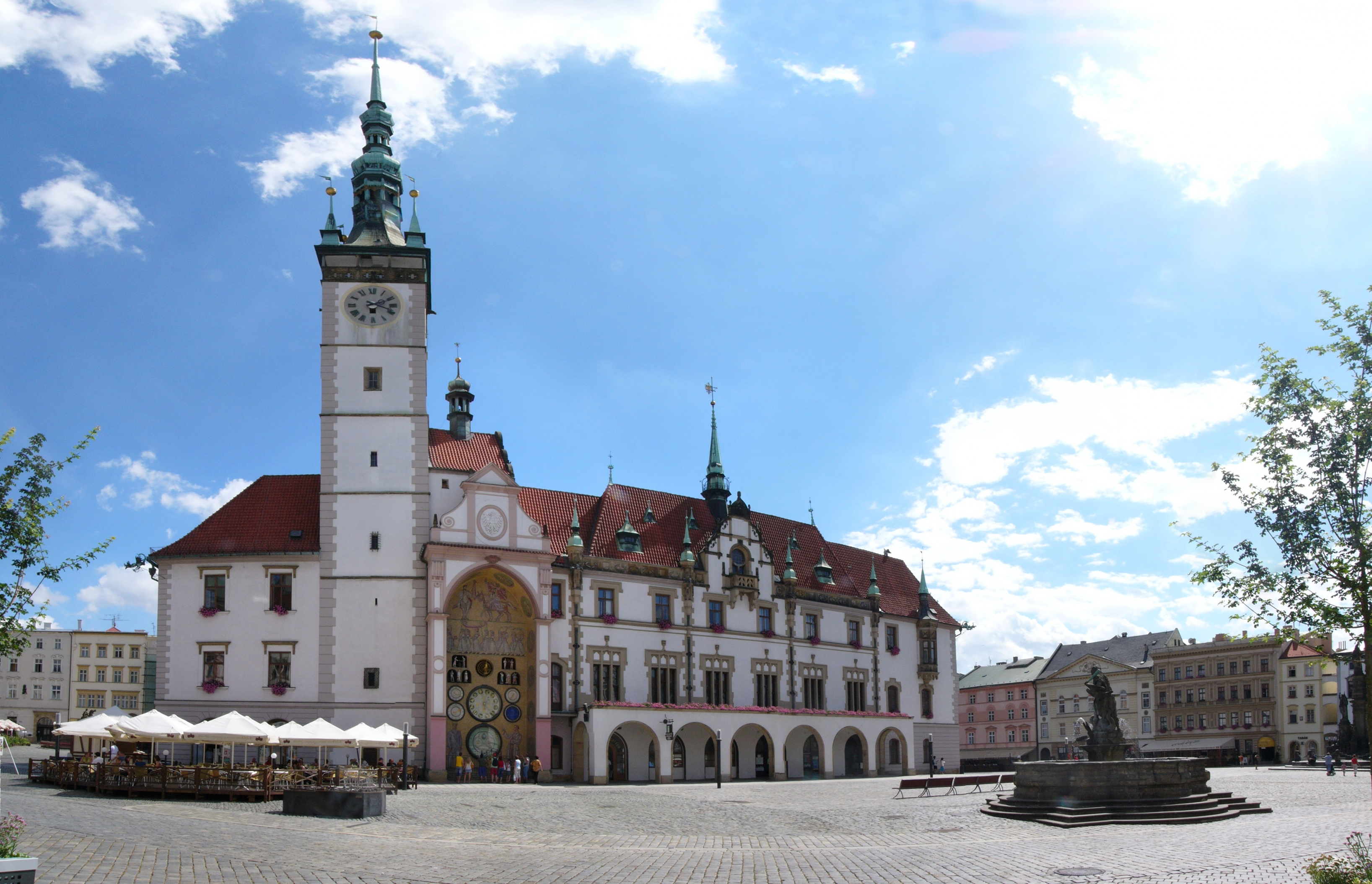
Ratusz w Ołomuńcu

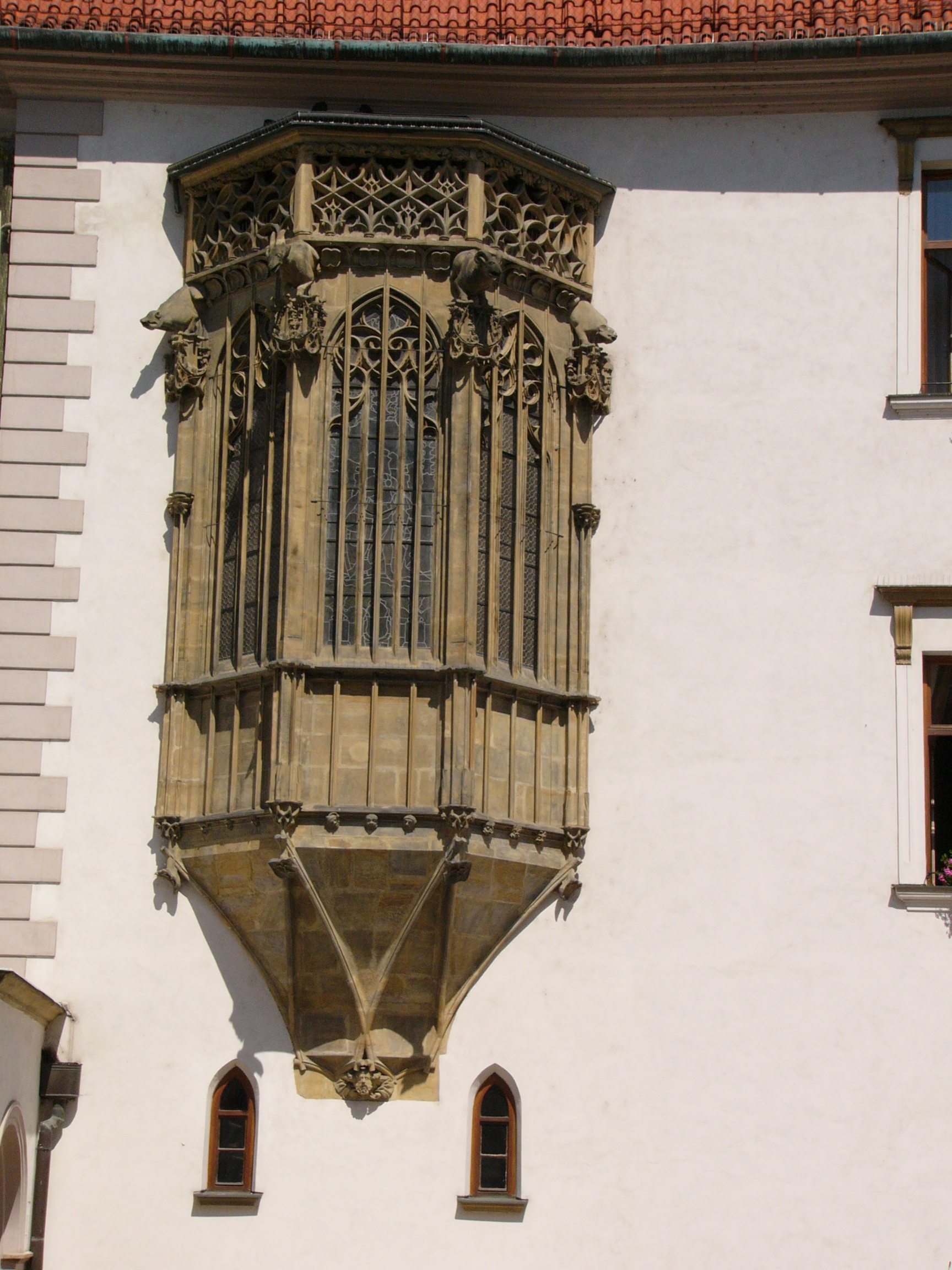
Gotycki wykusz na ścianie południowej ratusza

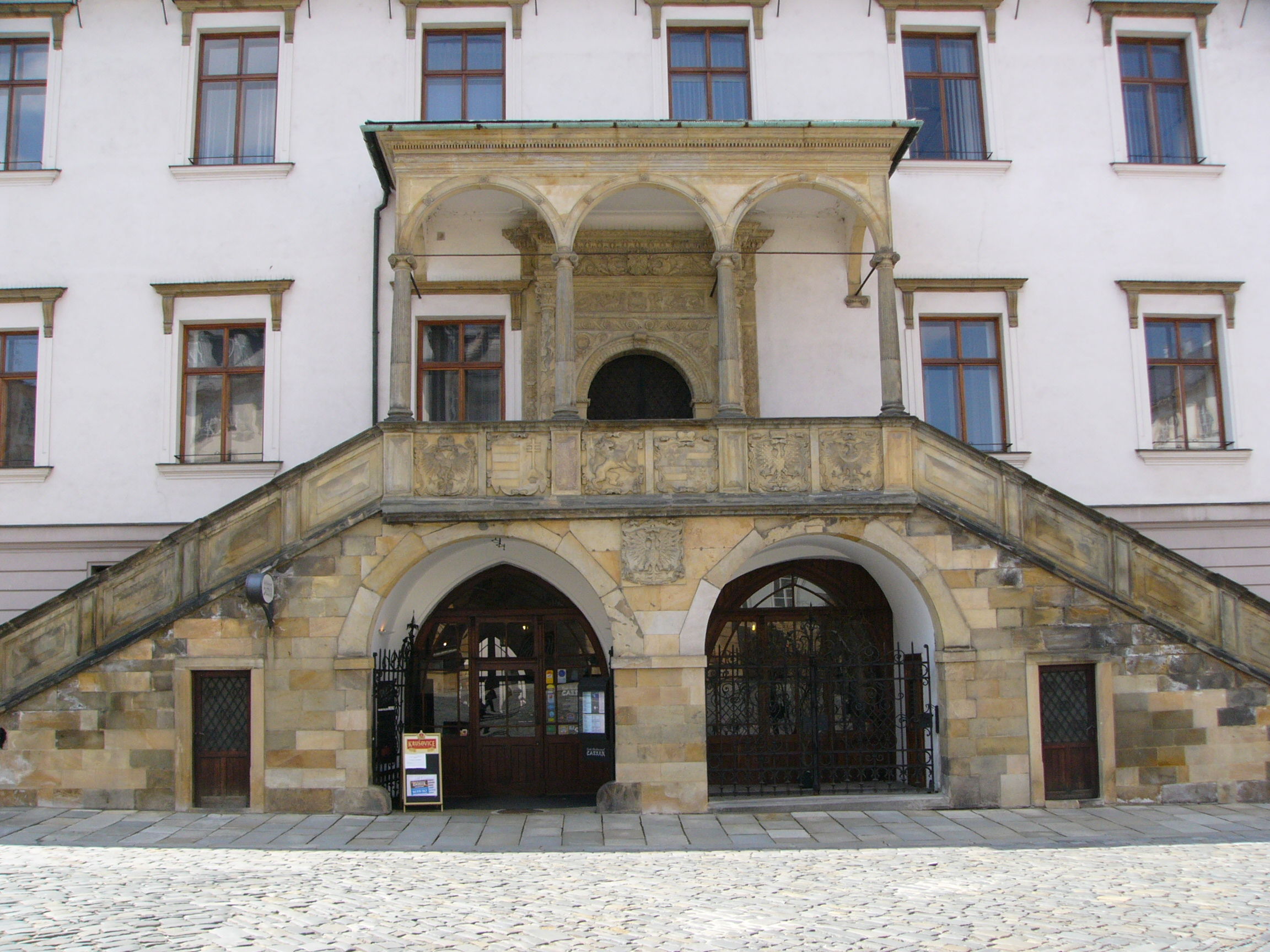
Renesansowe schody z loggią na wschodniej elewacji ratusza

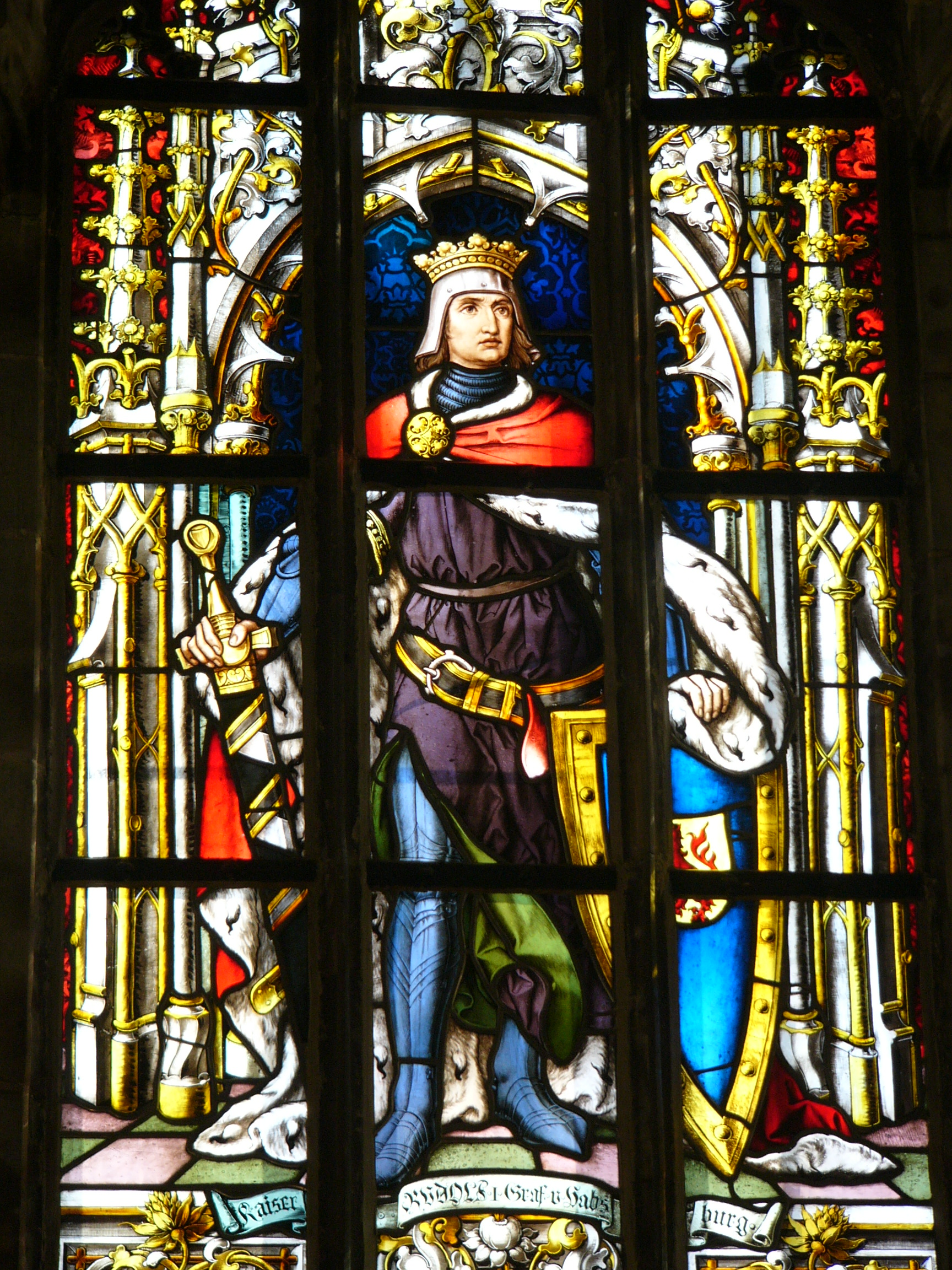
Rudolf I Habsburg – witraż w kaplicy św. Hieronima

Ratusz w Ołomuńcu (cz. Radnice) – zabytkowy budynek dawnej siedziby władz miejskich, znajdujący się w centrum Górnego Rynku w Ołomuńcu na Morawach w Czechach.
Wzniesiony w XIV wieku, rozbudowany w XV wieku, zachował wiele fragmentów gotyckich. Murowany na planie prostokąta, dwupiętrowy, z obszernym dziedzińcem wewnątrz i wysoką, kwadratową wieżą. Neogotycka fasada pochodzi z lat 1902–1904. Najcenniejszymi zabytkami wnętrza są gotycka Sala Obrad, posiadająca piękne sklepienie oraz kaplica św. Hieronima z siedmioma cennymi obrazami.
Na froncie budowli od XV w. znajdował się zegar astronomiczny (cz. orloj) z poruszającymi się figurkami, wybijający kuranty. Jego zewnętrzny wystrój zmieniał się wielokrotnie. Obecnie znajduje się tu socrealistyczny wariant takiego zegara z 1955 r., który zastąpił poprzedni zegar, zniszczony podczas II wojny światowej. Jego wystrój (sceny z życia i pracy mieszkańców regionu Hany) jest dziełem Karla Svolinskiego.